# Martin Schulz
Martin Schulz, född 20 december 1955 i Hehlrath i Nordrhein-Westfalen, är en tysk politiker som representerar Tysklands socialdemokratiska parti (SPD). 
Han var ledamot av Europaparlamentet 1994–2017 och dess talman 2012–2017. Han ledde gruppen Progressiva förbundet av socialdemokrater i Europaparlamentet (S&D) 2002–2012 och var gruppens kandidat till kommissionsordförande inför Europaparlamentsvalet 2014. Schulz valdes till ordförande för Tysklands socialdemokratiska parti (SPD) 2017 och var partiets kanslerkandidat i förbundsdagsvalet i Tyskland 2017.

## Karriär
Schulz arbetade som bokförsäljare 1975–1982 och därefter som försäljningschef 1982–1994. Han var under åren 1991–1999 medlem i SPD:s partistyrelse, är ordförande i Aachens partidistrikt sedan 1996 och medlem i SPD:s federala verkställande utskott sedan 1999.
Schulz är medlem av kommunstyrelsen i Würselen sedan 1984 och var borgmästare i Würselen 1987–1998. Han blev ledamot i Europaparlamentet 1994 och var ordförande för SPD:s grupp i Europaparlamentet åren 2000–2004. Under åren 2002–2004 var han förste vice ordförande i Europeiska socialdemokratiska partiet och ordförande i Europaparlamentets socialdemokratiska grupp 2004–2012.

## Webblänkar
- Wikimedia Commons har media som rör Martin Schulz.
- Martin Schulz’ webbplats
- Europaparlamentets talman
- Ledamotsfakta på Europaparlamentets webbplats